# Килдир (Илиноис)
Килдир (енгл. Kildeer) град је у америчкој савезној држави Илиноис.

## Демографија
По попису из 2010. године број становника је 3.968, што је 508 (14,7%) становника више него 2000. године.
| Група             | 2000.         | 2010.         |
| Белци             | 3.188 (92,1%) | 3.316 (83,6%) |
| Афроамериканци    | 32 (0,9%)     | 35 (0,9%)     |
| Азијати           | 148 (4,3%)    | 441 (11,1%)   |
| Хиспаноамериканци | 80 (2,3%)     | 127 (3,2%)    |
| Укупно            | 3.460         | 3.968         |